# Barajul Movileni
Barajul Movileni este un baraj pe râul Siret în apropierea localității Movileni din județul Galați. Are 7 câmpuri deversoare și gestionează un lac de acumulare de aproximativ 900 ha. 
Are o înălțime de 150 metri și este al doilea ca înălțime în România 